# La nostra grande famiglia
La nostra grande famiglia (C'est quoi cette famille?!) è un film del 2016 diretto da Gabriel Julien-Laferrière.

## Trama
La famiglia del tredicenne Bastien è tutt'altro che convenzionale. Grazie ai diversi matrimoni e divorzi di entrambi i genitori, Bastien si è ritrovato ad avere un certo numero di genitori e molti altri fratellastri. Stanco dei vari problemi generati da questa situazione Bastien ha l'idea che tutti i figli dovranno trasferirsi nell'appartamento della nonna di Elliot, dove saranno i genitori a prendersi cura di loro a turno.

## Accoglienza

### Incassi
Girato con un budget di 7 milioni di dollari, il film ne ha incassati ai botteghini 5,8 milioni.

## Sequel
Il film ha avuto due sequel: C'est quoi cette mamie?! nel 2019 e C'est quoi ce papy?! nel 2021.